# جمهوری نخست سوریه
جمهوری نخست سوریه  با نام رسمی جمهوری سوریه در سال ۱۹۳۰ به عنوان بخشی از قیمومت فرانسه بر سوریه و لبنان و پس از دولت سوریه (۱۹۲۵–۱۹۳۰) تشکیل شد. پیمان استقلال سوریه از فرانسه در سال ۱۹۳۶ برای اعطای استقلال به سوریه و پایان دادن به حکومت رسمی فرانسه امضا شد، اما پارلمان فرانسه از پذیرش این معاهده خودداری کرد. از سال ۱۹۴۰ تا ۱۹۴۱، جمهوری سوریه تحت کنترل فرانسه ویشی بود و پس از تهاجم متفقین در سال ۱۹۴۱ به تدریج در مسیر استقلال قرار گرفت. اعلام استقلال در سال ۱۹۴۴ صورت گرفت، اما تنها در اکتبر ۱۹۴۵ جمهوری سوریه به‌صورت دو ژور توسط سازمان ملل متحد به رسمیت شناخته شد. دولت سوریه در ۱۷ آوریل ۱۹۴۶ با خروج نیروهای فرانسوی به‌صورت دو فاکتو به‌عنوان یک دولت مستقل شناخته شد. پس از تصویب قانون اساسی جدید در ۵ سپتامبر ۱۹۵۰، جمهوری دوم سوریه جانشین آن شد.